# Bangui (Niger)
Pour les articles homonymes, voir Bangui (homonymie).
Bangui est une localité et une commune rurale du Niger, du département de Madaoua, région de Tahoua.

## Géographie
Bangui est située à proximité de la frontière du Nigeria et à 57 km au sud-est du chef-lieu départemental Madaoua.  
| Madaoua     | Ourno                  | Dan-Goulbi     |
| Sabon Guida | Bangui                 | Guidan-Roumdji |
|             | Sabon Birni ( Nigeria) |                |

## Histoire
La commune rurale de Bangui instaurée en 2002 est issue du sud-est du canton de Madaoua. 

## Population
Lors du recensement général de 2012, la population communale est relevée à 140 446 habitants. La localité compte 2 797 habitants en 2012.

## Services et infrastructures
- Centre de Santé Intégré (CSI) à Bangui, Takorka.
- Collège d'enseignement général (CEG) à Bangui, Takorka.
- Centre de formation des métiers (CFM) à Bangui.